# Вахан (район, Афганистан)
Ваха́н (дари واخان) — один из 28 районов или вулусволи провинции Бадахшан Афганистана. Административный центр — Хандуд.

## Расположение и география
Район Вахан занимает крайнюю северо-восточную часть Афганистана и крайний восток провинции Бадахшан. С севера граничит с Ишкашимским и Мургабским районами Горно-Бадахшанской автономной области Республики Таджикистан, с юга с провинциями Хайбер-Пахтунхва и Гилгит-Балтистан Исламской Республики Пакистан, с запада с районами Ишакшим и Зебак провинции Бадахшан, с востока с округом Кашгар Синьцзян-Уйгурского автономного района Китайской Народной Республики.
Вахан является самым восточным районом Афганистана. Он занимает  10 953 км², являясь самым крупным в провинции Бадахшан. В районе Вахан расположен Ваханский коридор, разделявший Британскую Индию и Российскую Империю — узкая  полоса земли в высокогорной местности длиной около 295 км и шириной от 15 до 57 километров, в долинах рек Памир, Вахандарья и Пяндж.
Район Вахан граничит с тремя странами: с Таджикистаном на севере, с Пакистаном на юге, с Китаем на востоке; также граничит на западе с Бадахшанскими районами Ишкашим и Зебак.

## Демография
Численность населения на 2001 год — около 13 000 жителей (по переписи населения).
В середине 2019 года в районе проживали 16 583 человек, все — сельские жители, по половому составу, включая детей всех возрастов — 8 091 женщина и 8 492 мужчины.